# Step Up
Step Up és una pel·lícula romàntica orientada també cap al musical, dirigida per Anne Fletcher i protagonitzada per Channing Tatum (Tyler Gage) i Jenna Dewan (Nora Clark).
La pel·lícula explica la vida artística i personal del dos protagonistes. Nora és una bona ballarina d'una famosa escola de ball, al contrari que Tyler, que és un ballarí del carrer. Per situacions de la vida, Tyler acaba a l'escola de Nora i encara que al principi no vulguin, acaben treballant junts en un projecte molt important que canviarà les seves vides. La continuació d'aquesta pel·lícula es titula Step Up 2 The Streets, també coneguda a Espanya com Street Dance, estrenada el 14 de febrer de 2008.

## Repartiment
- Channing Tatum és Tyler Gage
- Jenna Dewan és Nora Clark
- Mario és Miles Darby
- Drew Sidora és Lucille "Lucy" Avila
- Damaine Radcliff és Mac Carter
- De'Shawn Washington III és Skinny Carter
- Alyson Stoner és Camille Gage
- Rachel Griffiths és Directora Gordan
- Josh Henderson és Brett Dolan
- Heavy D és Omar

## Banda sonora
1. Bout It - Yung Joc featuring 3WL
2. Get Up - Ciara featuring Chamillionaire
3. (When you Gonna)Give It Up to Me - Sean Paul featuring Keyshia Cole
4. Show me the Money - Petey Pablo
5. 80's Joint - Kelis
6. Step Up - Samantha Jade
7. Say Goodbye - Chris Brown
8. Dear Life - Anthony Hamilton
9. For the Love - Drew Sidora featuring Mario
10. Ain't Cha - The Clipse
11. I'mma Shine - Youngbloodz
12. Feelin Myself - Dolla
13. Til the Dawn - Drew Sidora
14. Lovely - Deep Side
15. U Must Be - Gina Rene
16. Made - Jamie Scott